# Невада (Гранада)
Невада (ісп. Nevada) — муніципалітет в Іспанії, у складі автономної спільноти Андалусія, у провінції Гранада. Населення — 1179 осіб (2010).
Муніципалітет розташований на відстані близько 380 км на південь від Мадрида, 55 км на схід від Гранади.
На території муніципалітету розташовані такі населені пункти: (дані про населення за 2010 рік)
- Ларолес: 643 особи
- Майрена: 275 осіб
- Пісена: 261 особа

## Демографія
Динаміка населення (INE ):

## Галерея зображень

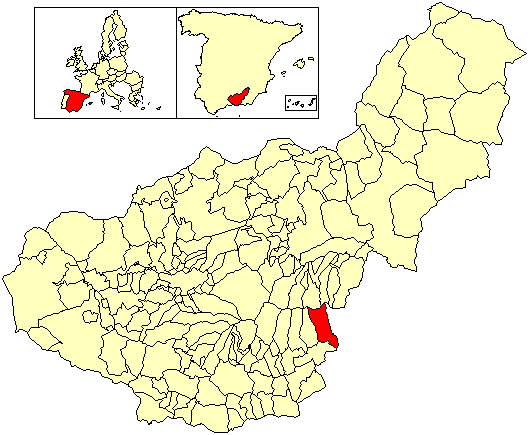
Розташування муніципалітету у провінції Гранада